# Liste der Biografien/Ziu
Liste der Biografien |
Portal Biografien |
Personensuche
# |
A |
B |
C |
D |
E |
F |
G |
H |
I |
J |
K |
L |
M |
N |
O |
P |
Q |
R |
S |
T |
U |
V |
W |
X |
Y |
Z |
?
 
Za |
Zb |
Zc |
Zd |
Ze |
Zf |
Zg |
Zh |
Zi |
Zj |
Zk |
Zl |
Zm |
Zn |
Zo |
Zr |
Zs |
Zu |
Zv |
Zw |
Zy |
Zz
 
Zia |
Zib |
Zic |
Zid |
Zie |
Zif |
Zig |
Zih |
Zij |
Zik |
Zil |
Zim |
Zin |
Zio |
Zip |
Zir |
Zis |
Zit |
Ziu |
Ziv |
Ziw |
Zix |
Ziy |
Ziz
Die Liste der Biografien führt alle Personen auf, die in der deutschsprachigen Wikipedia einen Artikel haben. Dieses ist eine Teilliste mit 6 Einträgen von Personen, deren Namen mit den Buchstaben „Ziu“ beginnt.

## Ziu

### Ziub
- Ziubrak, Józef (* 1952), polnischer Leichtathlet

### Ziuk
- Žiukas, Algimantas (* 1961), litauischer Politiker, Bürgermeister von Molėtai
- Žiūkas, Marius (* 1985), litauischer Beamter und Leichtathlet
- Žiukas, Tomas (* 1970), litauischer Fußballspieler

### Ziun
- Ziunel, Wiktor Pawlowitsch, sowjetischer Biathlet

### Ziur
- Žiūra, Vytautas (* 1979), österreichischer Handballspieler und -trainer